# Kozila
Kozila (cyr. Козила) – wieś w Bośni i Hercegowinie, w Republice Serbskiej, w gminie Šipovo. W 2013 roku liczyła 19 mieszkańców.